# Plaza-Abkommen

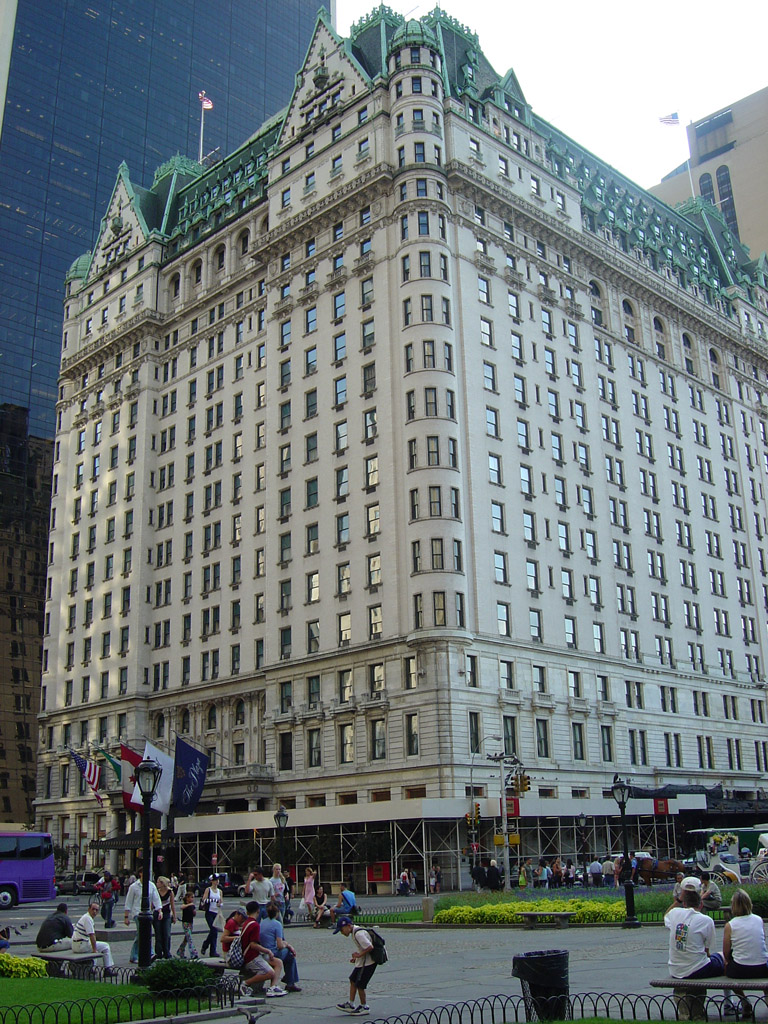
Plaza Hotel

Das Plaza-Abkommen ist ein Übereinkommen zwischen den Vertretern der G5-Staaten (Frankreich, Bundesrepublik Deutschland, Japan, USA und Großbritannien), das  am 22. September 1985 im Plaza Hotel in New York beschlossen wurde. Die Teilnehmer einigten sich in diesem Abkommen darauf, durch kontrollierte Einflussnahme auf die internationalen Währungsmärkte eine Abwertung des US-Dollars gegenüber dem Yen und der Deutschen Mark zu erreichen.

## Gründe
Hintergrund des Abkommens war eine seit Anfang der 1980er Jahre stetige Aufwertung des US-Dollars auf den internationalen Währungsmärkten. Lag der Dollarkurs gegenüber der D-Mark 1980 noch bei 1,82 DM, so stieg er bis 1985 auf 2,94 DM. Die damalige restriktive Geldpolitik sowie das hohe Haushaltsdefizit (ca. 3,5 % des BNP), verbunden mit einer erhöhten staatlichen Nachfrage nach Krediten, führten zu einem steigenden Zinsniveau in den USA, was Investoren anlockte und die Nachfrage nach US-Dollar steigerte. Durch den steigenden Dollarkurs wurden importierte Produkte in den USA billiger, während sich amerikanische Produkte im Ausland verteuerten. Das Handelsdefizit der USA, das 1980 mit 19,8 Mrd. Dollar noch moderat war, betrug 1983 bereits 52,4 Mrd. Dollar und steigerte sich bis 1987 auf 152,1 Mrd. Dollar. Zudem geriet die amerikanische Regierung unter den Druck der eigenen Industrie, die einen verbesserten Schutz vor ausländischen Importen sowie mehr Stabilität der Wechselkurse forderte.

## Konsequenzen des Abkommens
In den nächsten zwei Jahren sank der Dollarkurs um rund 50 %, der Yen und die Deutsche Mark wurden aufgewertet, und es gelang, das Handelsdefizit der USA mit Westeuropa zu verringern. Eine Verringerung des Handelsdefizits mit Japan wurde allerdings nicht erreicht, da zum einen japanische Unternehmen auf die Dollarabwertung mit Preissenkungen reagierten. Zum anderen führten die Wechselkursspannungen zu einer Rezession in Japan, so dass dort die Importe sanken. Dies führte dazu, dass das Handelsbilanzdefizit mit Japan sogar noch anstieg.
Nach der zweijährigen Abwertungsphase vertraten die Regierungen der G5 1987 die Ansicht, dass die Wechselkurse sich auf einem realistischen Niveau eingependelt hätten und einigten sich im Louvre-Abkommen darauf, die bestehenden Wechselkurse nach Kräften zu stützen.
Infolgedessen wurde der Yen in die Höhe getrieben, und Japan wurde gezwungen, seinen Finanzmarkt (Bubble Economy) zu öffnen und sein Finanzsystem zu reformieren. Das Plaza-Abkommen versetzte der Wachstumsdynamik der japanischen Wirtschaft einen schweren Schlag, so dass Japan das erlebte, was später als Ushinawareta Nijūnen (zwei verlorene Dekaden) bezeichnet wurde.